# Windows Vista
Windows Vista (kodno ime Longhorn) je različica operacijskega sistema Microsoft Windows. Izšla je 30. januarja 2007. Časovni zamik med sistemoma Windows XP in Vista je najdaljši med izidi različic Microsoftovega operacijskega sistema Windows.
Novosti so med drugim vključevale prenovljen uporabniški vmesnik Windows Aero, izboljšano iskalno tehnologijo, prenovljene pogone za omrežje, zvok, tiskanje in prikaz ter številne nove varnostne elemente, kot je nadzor uporabniškega računa. Medtem ko so bile novosti in varnostne izboljšave večinoma dobro sprejete, je bila Vista tudi tarča mnogih kritik, ki so se zvečine nanašale na visoke sistemske zahteve in občasno slabo učinkovitost delovanja, na pretirano prikazovanje varnostnih pozivov, nedelovanje mnogih gonilnikov in vključitev omejevalne takrat nove tehnologije za upravljanje digitalnih pravic.
Visto je 22. oktobra leta 2009 nasledil novo izdani sistem Windows 7. Osnovna podpora za Visto se je končala 10. aprila 2012, dokončno pa je Microsoft nehal izdajati posodobitve z 11. aprilom 2017.

## Razvoj
Microsoft je razvoj sistema Windows Longhorn (Vista) oznanil leta 2001. Sistem, spočetka načrtovan za izdajo konec leta 2003, je bil tedaj mišljen kot manjši korak med sistemoma Windows XP in Blackcombom (Windows 7), ki naj bi bil naslednja velika izdaja sistema Windows. Aluzija na namen sistema je bilo tudi kodno ime razvijajočega se sistema: v smučarskem središču Whistler Blackcomb v Kanadi se Longhorn imenuje dolina med vrhovoma Whistler (kodno ime Windows XP) in Blackcomb (kodno ime Windows 7).
Sčasoma je bilo v Longhorn dodanih čedalje več novih funkcij in tehnologij, prvotno namenjenih za Blackcomb; poleg tega so bili številni razvijalci sistema premeščeni v odpravljanje varnostnih ranljivosti sistema XP, zaradi česar se je datum izdaje večkrat močno zamaknil. Zaradi postopnega zasičevanja sistema z novostmi, ki so za tako omejen čas predstavljale prevelik zalogaj, je Microsoft leta 2004 naznanil, da je zelo spremenil načrte. Razvoj Longhorna se je začel praktično na novo, pri čemer je bil opuščen razvoj novega datotečnega sistema (WinFS) in varnostnega sistema (Next-Generation Secure Computing Base).
Ime »Vista« je postalo javno 22. julija 2005. Sistem je bil dokončan 8. novembra 2006 ter v naslednjih treh mesecih postopno izdan proizvajalcem strojne in programske opreme, poslovnim uporabnikom in maloprodajnim kanalom. 30. januarja 2007 je prišel Windows Vista tudi v splošno prodajo.

## Novosti
Windows Vista vsebuje veliko novosti, med katerimi so najpomembnejše:
- Grafični uporabniški vmesnik "Luna" iz Windows XP je bil nadomeščen s posodobljenim vmesnikom, imenovanim Windows Aero. Novi vmesnik je med drugim uvedel prosojnost oken, nov nabor ikon in številne animacije. Windows Aero ni na voljo v izdaji Windows Vista Starter, v izdaji Home Basic pa obstaja le v okrnjeni različici brez prosojnosti.
- Lupina uporabniškega vmesnika je poleg Windows Aero vključevala številne druge spremembe. Odstranjeno je bilo podokno opravil, katerega možnosti so bile premeščene v glavno orodno vrstico; dodano je bilo podokno s "priljubljenimi povezavami" do najpogosteje uporabljanih map ter podokno s predogledom in lastnostmi datotek. Menijska vrstica je večinoma privzeto skrita. V vsakem oknu Raziskovalca se na vrhu nahaja vrstica za iskanje. Meni "Start" je prav tako bil opremljen z iskalno vrstico, podmeniji (npr. Vsi programi) pa se namesto kot pojavni meniji odpirajo znotraj glavnega menija. Gumb menija, iz katerega je bila odstranjena beseda "Start", je postal okrogel.
- Windows Search, komponenta za iskanje, je med drugim po novem omogočala sprotno iskanje med tipkanjem.
- Stranska vrstica Windows je bila prosojna navpična vrstica na desni strani zaslona, v katero je uporabnik lahko dodal namizne "pripomočke", kot so analogna ura, prikazovalnik vremenske napovedi in podobno.
- Windows Internet Explorer 7, nova različica prednameščenega spletnega brskalnika Internet Explorer, je vključeval novosti, kot so brskanje z zavihki, zaščita pred zlonamernimi in zavajajočimi stranmi, bralnik virov RSS in Atom in številne spremembe same zgradbe, ki so brskalnik v večji meri ločile od sistema in povečale varnost.
- Windows Media Player 11 je bila ena od največjih različic prednameščenega programa Windows Media Player, ki je ponujala prenovljen uporabniški vmesnik "knjižnice" za organizacijo glasbe in videoposnetkov, možnost prenosa podatkov o predstavnosti z interneta in druge funkcije.
- Windows Defender, vgrajeni protivohunski program s številnimi varnostnimi agenti sprotne zaščite.
- Pošta Windows, e-poštni odjemalec, ki je zamenjal Outlook Express iz Windows XP.
- Fotogalerija, pregledovalnik slik, ki je poleg tega vključeval "knjižnico" za organizacijo fotografij ter osnovne možnosti urejanja slik (obrezovanje, spreminjanje svetlosti, kontrasta, barv).
- Izdelovalec DVD-jev, program za zapisovanje diskov DVD z naslovnico in meniji oziroma z diaprojekcijo slik.
- Windows Media Center, program, prej na voljo le v posebni izdaji "Windows XP Media Center Edition", je bil vključen v izdaji Windows Vista Home Premium in Ultimate.
- Prednameščene igre so dobile prenovljeno grafično podobo; nove igre so bile Chess Titans (šah za enega ali dva igralca), Mahjong Titans (mahjong) in otroška zbirka iger Purble Place, vključena pa je bila tudi igra "Riši in zadeni" (InkBall) iz izdaje Windows XP Tablet PC Edition. Novi "raziskovalec iger", posebna mapa Raziskovalca, je bila prirejena za prikaz dodatnih informacij o igrah.
- Windows Update: posodobitve sistema Windows so bile poenostavljene, iz spletne aplikacije so bile premeščene v komponento nadzorne plošče.

Varnostne izboljšave, ki so bile eden od glavnih ciljev za sistem Windows Vista, so bile številne, najbolj vidna med njimi je bil nadzor uporabniškega računa sistema Windows. Nadzor uporabniškega računa je uporabnikom omogočal nadzor nad spreminjanjem računalnika; če je program potreboval skrbniške pravice, na primer dostop do programskih ali sistemskih datotek, jih je uporabnik moral izrecno odobriti v prikazanem pojavnem oknu. V primeru, da je bilo dejanje sproženo v omejenem (ne-skrbniškem) uporabniškem računu, je uporabnik moral vnesti skrbnikovo uporabniško ime in geslo. Nadzor uporabniških računov se je izkazal za zelo učinkovito zaščito pred zlonamerno programsko opremo, vendar je povzročil veliko nejevolje med uporabniki, ki jih je motilo zelo pogosto prikazovanje pojavnih oken, sprašujočih za dovoljenja. S kasnejšimi posodobitvami Viste in v novih različicah sistema Windows je Microsoft zmanjšal pogostost prikazovanja oken nadzora uporabniškega računa.
Uvedene so bile tudi mnoge spremembe "jedra" sistema, na primer popolnoma prenovljene komponente za omrežje, zvok, tiskanje in prikaz. Vista je ciljala na povečanje stopnje komunikacije med računalniki v domačem omrežju z uporabo tehnologije "peer-to-peer", ustvarjanje enostavne delitve datotek, nastavljanje gesel in digitalnih medijev med računalniki in napravami. Windows Vista je uvedla tudi novo različico ogrodja .NET framework (prvotno imenovano WinFX), ki razvijalcem omogoča razvoj programske opreme za Windows brez uporabe tradicionalnih API-jev Windows. Skupaj z novim operacijskim sistemom je Microsoft ponudil tudi DirectX 10.

## Različice
Windows Vista obstaja v izdajah  
- .Starter,
- Home Basic,  
- Home Premium,  
- Business,  
- Enterprise,
- Ultimate.
Windows Server 2008, naslednik Windows Server 2003, temelječ na izvorni kodi Windows Viste, je izšel februarja 2008. Oktobra 2009 ga je nasledil Windows Server 2008 R2 in septembra 2012 Windows Server 2012.